# Lorenzo Naidon
Lorenzo Naidon (Trento, 15 giugno 1999) è un multiplista italiano.

## Biografia
Dopo aver praticato per diversi anni la pallacanestro, nel 2013 passa all'atletica leggera tra le file del Gruppo Sportivo Valsugana Trentino, inizialmente gareggiando nel salto in alto, per poi passare alle prove multiple nel 2016. Nel 2017 si trasferisce all'Unione Sportiva Quercia Trentingrana e l'anno successivo conquista il suo primo titolo italiano: la medaglia d'oro nell'eptathlon under 20 ai campionati italiani juniores indoor.
Nel 2019 fa parte della squadra italiana che partecipa ai campionati europei di prove multiple a squadre, dove si classifica diciottesimo nel decathlon contribuendo al quinto posto in classifica per la squadra azzurra. Nel 2021 torna a vestire la maglia di campione italiano per la categoria under 23, sempre nell'eptathlon indoor.
Nel 2022 è medaglia d'argento ai campionati italiani assoluti indoor, entrando nella top ten delle migliori prestazioni italiane nell'eptathlon con 5777 punti. Il 18 e 19 febbraio 2023 partecipa ai campionati italiani assoluti indoor conquistando il suo primo titolo di campione italiano assoluto nell'eptathlon.
Ai campionati assoluti di Molfetta del 2023 registra la terza prestazione di sempre nella storia del decathlon italiano siglando un punteggio di 8090 punti, aumentando così a 4 il numero di atleti azzurri ad aver sfondato la barriera degli 8000 punti. Grazie a questa prestazione conquista l'attenzione del gruppo sportivo delle Fiamme Gialle, che lo arruolano a fine anno.
Il 10 e l'11 giugno 2024 partecipa ai campionati europei di Roma dove si classifica ventesimo con un risultato finale di 7519 punti.

## Progressione

### Eptathlon indoor
| Stagione | Punteggio | Luogo  | Data      | Rank. Mond. |
| -------- | --------- | ------ | --------- | ----------- |
| 2022/23  | 5714 p.   | Ancona | 19-2-2023 |             |
| 2021/22  | 5777 p.   | Ancona | 27-2-2022 |             |
| 2020/21  | 5642 p.   | Padova | 7-3-2021  |             |

### Decathlon
| Stagione | Punteggio | Luogo               | Data      | Rank. Mond. |
| -------- | --------- | ------------------- | --------- | ----------- |
| 2023     | 8090 p.   | Molfetta            | 30-7-2023 |             |
| 2023     | 7753 p.   | Desenzano del Garda | 30-4-2023 |             |
| 2022     | 7647 p.   | Rieti               | 26-6-2022 |             |
| 2020     | 7443 p.   | Firenze             | 2-8-2020  |             |
| 2019     | 6880 p.   | Ribeira Brava       | 2-8-2020  |             |

## Palmarès
| Anno | Manifestazione | Sede | Evento    | Risultato | Prestazione | Note                                     |
| ---- | -------------- | ---- | --------- | --------- | ----------- | ---------------------------------------- |
| 2024 | Europei        | Roma | Decathlon | 20º       | 7519 p.     | Miglior prestazione personale stagionale |

## Campionati nazionali
- 1 volta campione nazionale assoluto del decathlon (2023)
- 1 volta campione italiano assoluti dell'eptathlon indoor (2023)
- 1 volta campione italiano promesse dell'eptathlon indoor (2021)
- 1 volta campione italiano juniores dell'eptathlon indoor (2018)

2015
- 6º ai campionati italiani allievi indoor, salto in alto - 1,94 m
- 10º ai campionati italiani allievi, salto in alto - 1,90 m

2016
- 8º ai campionati italiani allievi indoor, salto in alto - 1,91 m
- 19º ai campionati italiani allievi indoor, salto in lungo - 6,15 m
- Bronzo ai campionati italiani allievi, salto in alto - 1,99 m

2017
- 4º ai campionati italiani juniores di prove multiple indoor, eptathlon U20 - 4936 p.
- 4º ai campionati italiani juniores indoor, salto in alto - 2,00 m
- 12º ai campionati italiani juniores indoor, salto in lungo - 6,65 m
- Argento ai campionati italiani juniores di prove multiple, decathlon U20 - 6929 p.
- 8º ai campionati italiani juniores, salto in alto - 1,95 m
- 5º ai campionati italiani juniores, salto in lungo - 7,09 m

2018
- Oro ai campionati italiani juniores di prove multiple indoor, eptathlon U20 - 5247 p.
- 4º ai campionati italiani juniores indoor, salto in lungo - 7,17 m

2019
- Argento ai campionati italiani promesse di prove multiple, decathlon - 6679 p.
- Eliminato in semifinale ai campionati italiani promesse, 110 m ostacoli - 15"35
- 10º ai campionati italiani promesse, salto in lungo - 6,86 m

2020
- 11º ai campionati italiani promesse, salto in lungo - 6,67 m

2021
- 6º ai campionati italiani promesse indoor, salto in lungo - 7,31 m
- Oro ai campionati italiani promesse di prove multiple indoor, eptathlon - 5642 p.
- 9º ai campionati italiani promesse, lancio del disco - 40,16 m

2022
- Argento ai campionati italiani assoluti indoor, eptathlon - 5777 p.
- Argento ai campionati italiani assoluti, decathlon - 7647 p.

2023
- Oro ai campionati italiani assoluti indoor, eptathlon - 5714 p.
- Oro ai campionati italiani assoluti, decathlon - 8090 p.

## Altre competizioni internazionali
2019
- 18º ai campionati europei di prove multiple a squadre, First League ( Ribeira Brava), decathlon - 6880 p.

2022
- 7º al Multistars ( Grosseto), decathlon - 7561 p.